# Jachthuisje (Prins Willem)
Het Jachthuisje van prins Willem is een rijksmonument in het park achter Paleis Soestdijk aan de Amsterdamsestraatweg 7 in Baarn.
Het wit gepleisterde jachthuisje werd in 1834 gebouwd voor prins Willem, de oudste zoon van koning Willem II en zijn vrouw Anna Paulowna. Op de gedenksteen in de gevel staat de inscriptie Den 1sten steen gelegd door Z.K. Hoogheid W.A.F.K.N.M. Prins der Nederlanden, 2 augustus 1834.